# Schörfův mlýn
Schörfův mlýn v Podhůří u Vysoké Pece v okrese Chomutov je zaniklý vodní mlýn. V letech 1958–1971 byl chráněn jako nemovitá kulturní památka České republiky.

## Historie
Tereziánský katastr z roku 1748 uvádí ve vsi dva mlýny s jedním kolem na nestálé vodě; jedním z nich byl Schörfův mlýn. Objekt byl zbořen v roce 1970, dochovalo se pouze mlýnské kolo.

## Popis
Patrová budova mlýna stála na obdélném půdorysu. Okna měla v líci se štukovými pásy. Před svým zbořením měl zachováno technické zařízení s dřevěným mlýnským kolem s kovovými lopatkami. Součástí jeho areálu byl také náhon se stavidlem a stará pekárna.